# 梅奥朗-勒韦勒
梅奥朗-勒韦勒（法語：Méolans-Revel，法語發音：[meɔlɑ̃ ʁəvɛl]）是法国上普罗旺斯阿尔卑斯省的一个市镇，属于巴瑟洛内特区。该市镇于1973年由原市镇梅奥朗（Méolans）和勒韦勒（Revel）合并而成。

## 地理
梅奥朗-勒韦勒（44°24'5"N, 6°30'42"E）面积127.74 平方千米，位于法国普罗旺斯-阿尔卑斯-蓝色海岸大区上普罗旺斯阿尔卑斯省，该省份为法国东南部内陆省份，北起上阿尔卑斯省，西接沃克吕兹省，西北接德龙省，南至瓦尔省，东临滨海阿尔卑斯省，东北部与意大利接壤。
与梅奥朗-勒韦勒接壤的市镇（或旧市镇、城区）包括：阿洛斯、勒洛泽-于拜、普拉茨-上布莱奥讷、塞讷、莱蒂勒、于韦尔内富尔、勒韦尔内、克罗、莱索尔。

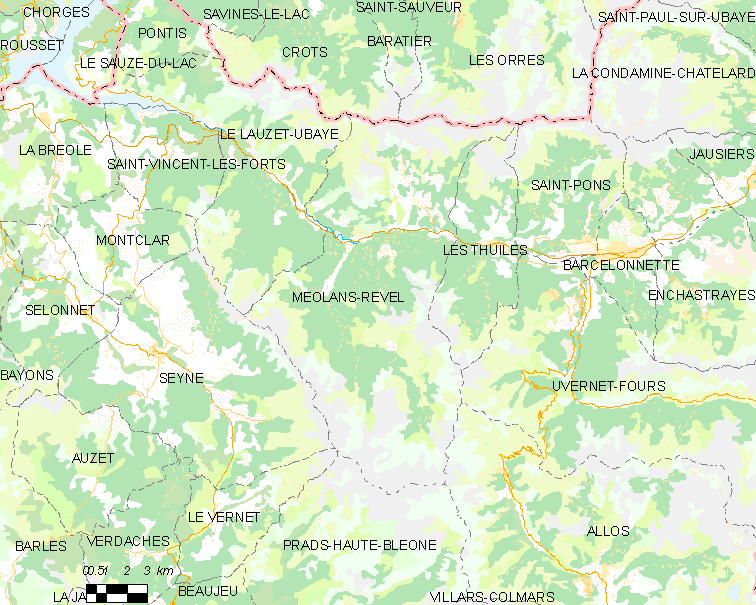
梅奥朗-勒韦勒的OSM定位图

梅奥朗-勒韦勒的时区为UTC+01:00、UTC+02:00（夏令时）。

## 行政
梅奥朗-勒韦勒的邮政编码为04340，INSEE市镇编码为04161。

## 政治
梅奥朗-勒韦勒所属的省级选区为巴瑟洛内特县。

## 人口

1962-2008年间梅奥朗-勒韦勒人口变化图示

梅奥朗-勒韦勒于2022年1月1日时的人口数量为323人。